# Lille sorte Sambo
Lille sorte Sambo (engelsk: "The Story of Little Black Sambo"), er en børnebog fra 1899, skrevet af den skotske forfatter Helen Bannerman under sit ophold i Indien. Bogen udkom første gang på dansk i 1937.
Historien omhandler den lille sorte dreng, Sambo, som må give afkald på sin nye røde jakke, nye blå bukser og nye lilla sko til fire tigre, inklusive en, der bærer hans sko på ørerne. Sambo er imidlertid smartere end tigrene og snyder dem og vender hjem i sikkerhed hvor han spiser 169 pandekager. Historien var en favorit blandt børn i et halvt århundrede før den fik en kontroversiel rolle i visse lande på grund af den stereotype – og nedsættende – fremstilling af sorte mennesker og på grund af ordet "Sambo".